# Hardensettener Kreuzweg

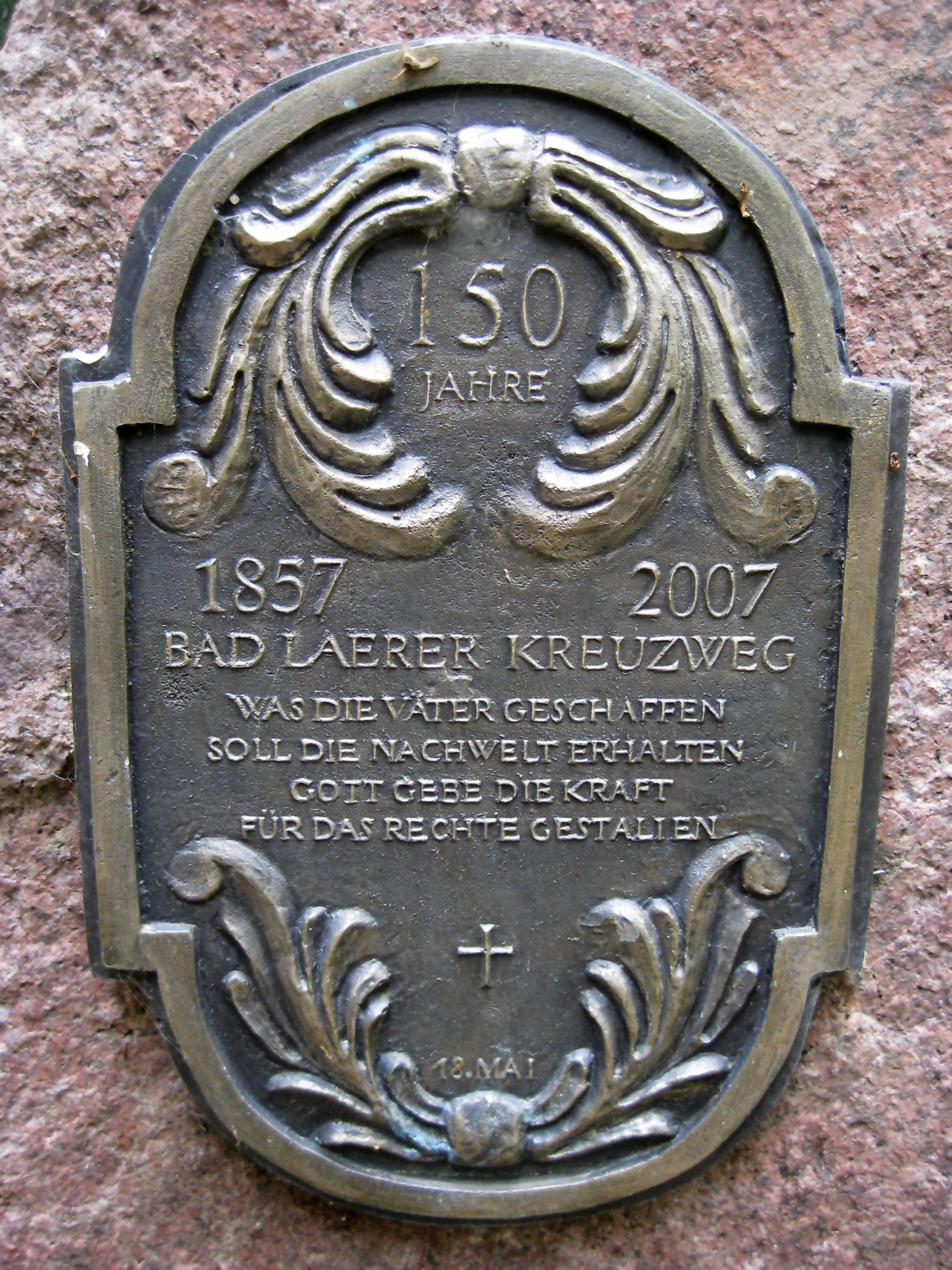
150 Jahre Bad Laerer Kreuzweg

Der Hardensettener Kreuzweg ist ein Kreuzweg, im Volksmund auch Kreuzweg auf dem Kalvarienberg genannt, in Hardensetten, einem Ortsteil von Bad Laer. Er ist von überregionaler Bedeutung; an christlichen Feiertagen besuchen den Kreuzweg über 1000 Besucher zum Gebet und zur Besinnung.

## Lage
Der Hardensettener Kreuzweg liegt an der Glandorfer Straße, der Straße, die von Bad Laer nach Glandorf führt, an dem höchsten Punkt, dem Kalvarienberg, in Bad Laer im Ortsteil von Hardensetten, unschwer erkennbar an einer Linde, der sogenannten Prediger-Linde, die am südlichen Straßenrand steht.

## Geschichte
Laut Überlieferungen gab es auf dem Kalvarienberg von Hardensetten eine heidnische Gerichts- und Kultstätte. Iroschottische Mönche bauten an dieser historischen Stelle eine Kapelle, die im Lauf der Zeit mehrfach zerstört und wieder aufgebaut wurde. Schon im 13. Jahrhundert hielten dort die Gemeinden Laer und Glandorf gemeinsam Gottesdienste ab, was im Westfälischen Frieden dokumentiert wurde. Im Jahr 1802 war die Kapelle als „lästiges Verkehrshindernis“ im Weg und wurde endgültig abgerissen. 1829 ließ der Bauer Buschkotte an der Stelle des Weges ein Kreuz, das sogenannte Buschkotten Krüß, errichten. Dort soll sein an Gesichtsrose erkrankter Sohn Heinrich, nach dem er die anstrengende Telgter Wallfahrt hinter sich gebracht hatte, ermüdet eingeschlafen und völlig genesen erwacht sein. Der gegenwärtige Kreuzweg geht auf eine Initiative des Schulvikars der Volksschule in Laer, Matthias Sommer, zurück, der in den Jahren von 1854 bis 1857 an freien Nachmittagen mit seiner Schulklasse auf dem Berg zog, um den Kreuzweg in Eigenarbeit anzulegen. Als ihm die Mittel ausgingen, wandte er sich an seine nach Amerika ausgewanderten Schulkinder, die ihn mit großzügigen Spenden unterstützten. 1857 wurde dann der Kreuzweg von ihm eingeweiht. Die Stationsbilder waren zunächst aus Holz. Auch kam eine Ölberg-Gruppe im Nazarener Stil hinzu.
Diese wurde 1861 mit einer Neugotischen Kapelle geschützt. Im gleichen Jahr wurden die 14 Kreuzwegstationen aus Baumberger Sandstein im Nazarener Stil aufgestellt, die die hölzernen ersetzten. Sie wurden vom Bildhauer Jean Baptist Prang aus Münster geschaffen. Gegenüber den westlichen Kreuzwegstationen wurden in späteren Zeiten Plaketten mit den Vierzehn Nothelfern aufgestellt, die seit dem 26. Februar 1994 auf kleinen Säulen stehen. 1930 wurde am Ende des Kreuzweges die Kalvarienberg-Gruppe aufgestellt. Im Jahr 2007, zum 150. Jubiläum, wurde der Kalvarienberg mit seinen Gruppen einer gründlichen Sanierung unterzogen; ein Gedenkstein erinnert daran.

## Beschreibung
An der Glandorfer Straße steht südlich die sogenannte Prediger-Linde. Ihre Krone wurde gekappt, sodass man dort eine Kanzel unterbringen konnte. Davor steht das sogenannte Buschkotten Krüß. Gegenüber, auf der rechten Seite, liegt die Kapelle mit der Ölberggruppe. Dann zeigt sich ein 275 Meter langer, leicht ansteigender Stichweg nach Norden. Hier beginnt der eigentliche Kreuzweg. Auf der linken Seite sind die Kreuzwegstationen und auf der rechten Seite die Plaketten der Vierzehn Nothelfer. Den Abschluss bildet schließlich die Golgotha-Gruppe.

### Vierzehn Nothelfer
1. hl. EUSTACHIUS du herrliches Beispiel christlicher Geduld
2. hl. MARGARETHA du siegreiche Blutzeugin für Christus
3. hl. VITUS du Vorbild der Keuschheit
4. hl. GEORG du vorbildlicher Streiter für die Lehre Jesu
5. hl. KATHARINA du Weiseste der Weisen in der Lehre des Heils
6. hl. CHRISTOPHORUS du mächtiger Retter in der Gefahr
7. hl. ERASMUS du starker Helfer der bedrängten Witwen
8. hl. ACHATIUS du großer Verehrer des Kreuzes Christi
9. hl. PANTALEON du Bekehrer zum wahren Glauben
10. hl. AEGIDIUS du Verachter zeitlicher Güter
11. hl. CYRIACUS du Schrecken der bösen Geister
12. hl. BARBARA du bester Tröster der Sterbenden
13. hl. BLASIUS du wunderbarer Arzt der Kranken
14. hl. DIONYSIUS du glühendes Licht der Gläubigen

### Bildbeschreibung des Kalvarienberges

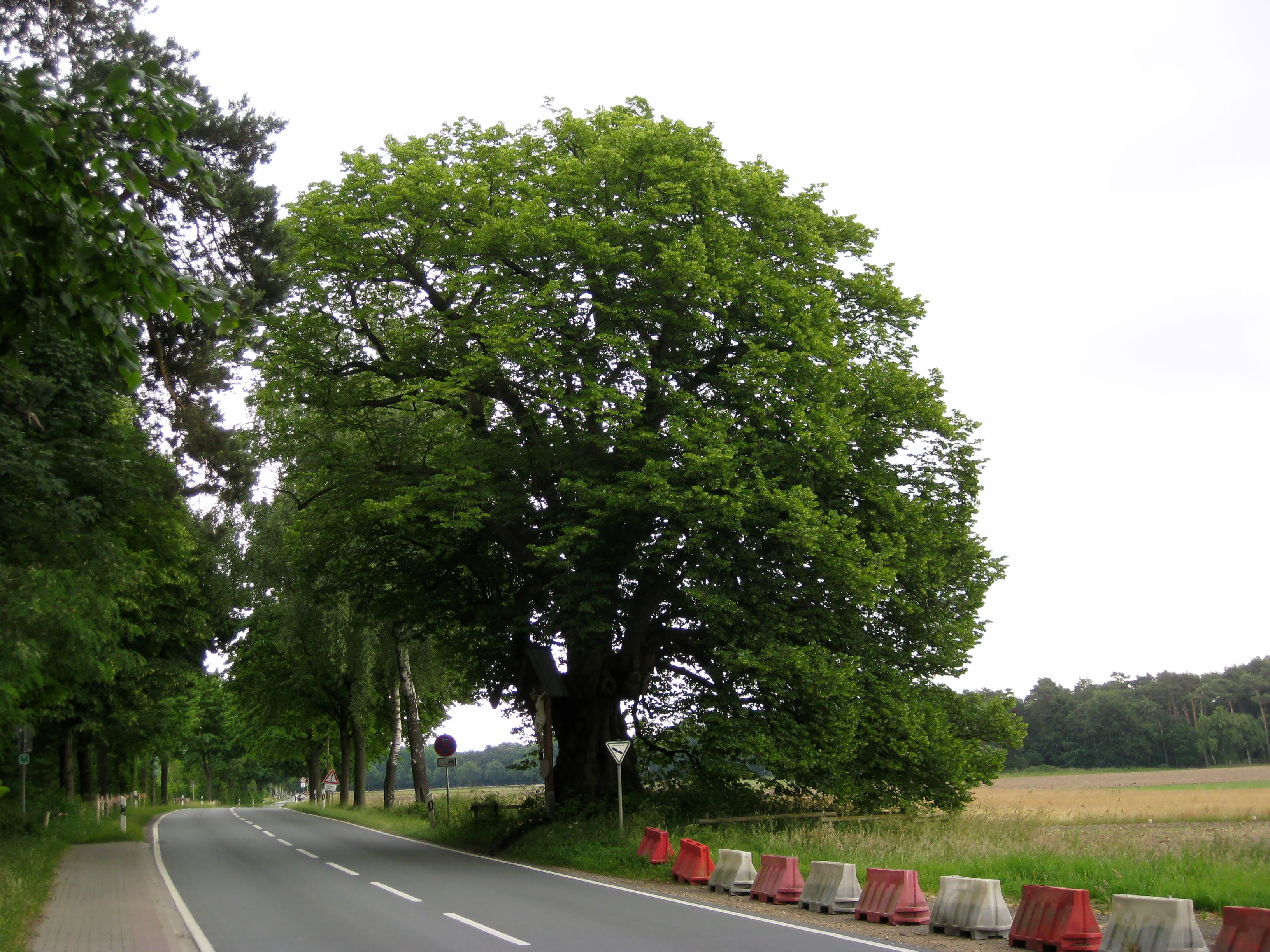
Die Prediger-Linde an der Glandorfer Straße
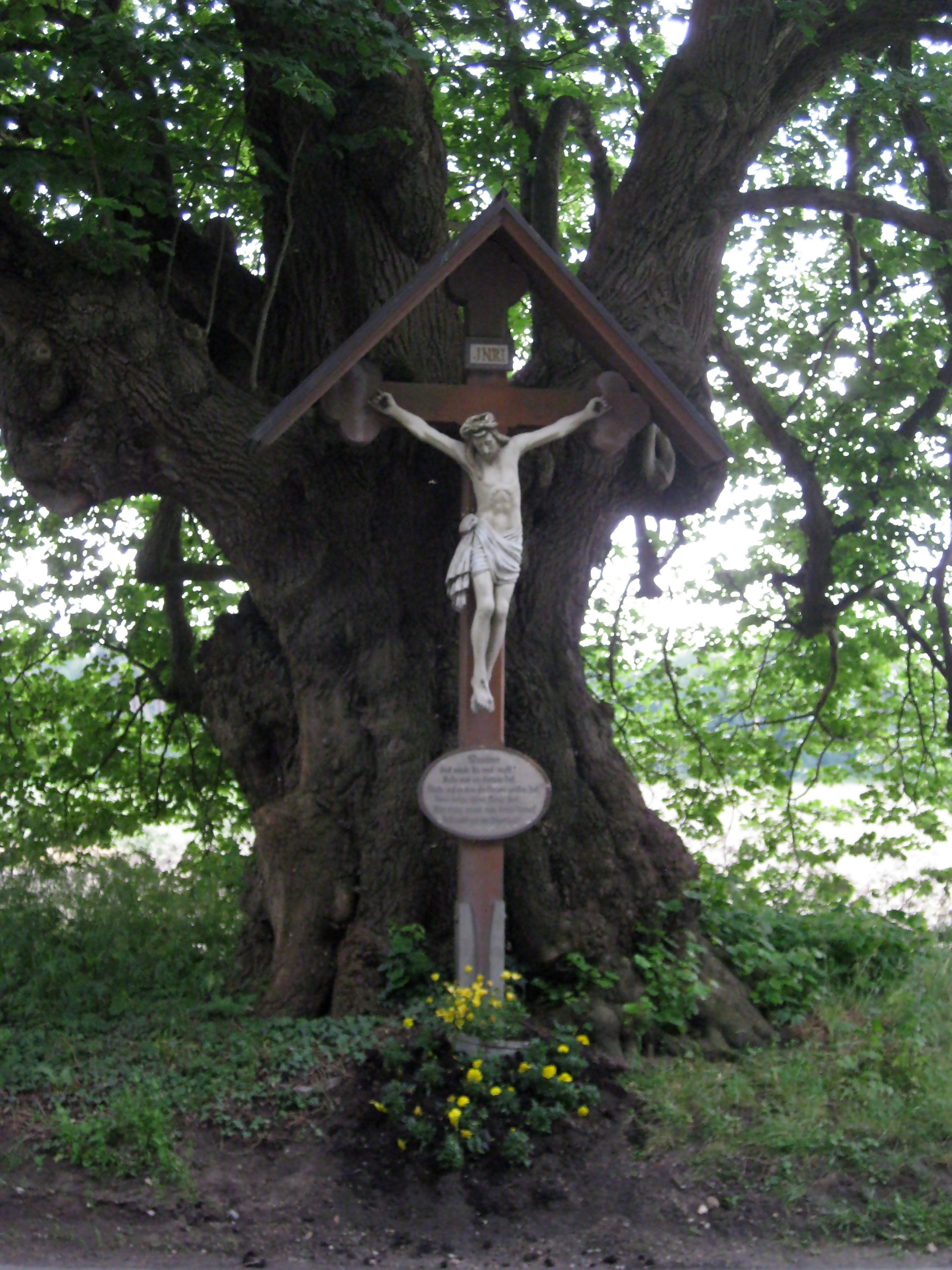
Buschkotten Krüß an der Prediger-Linde mit dem Epitaph:
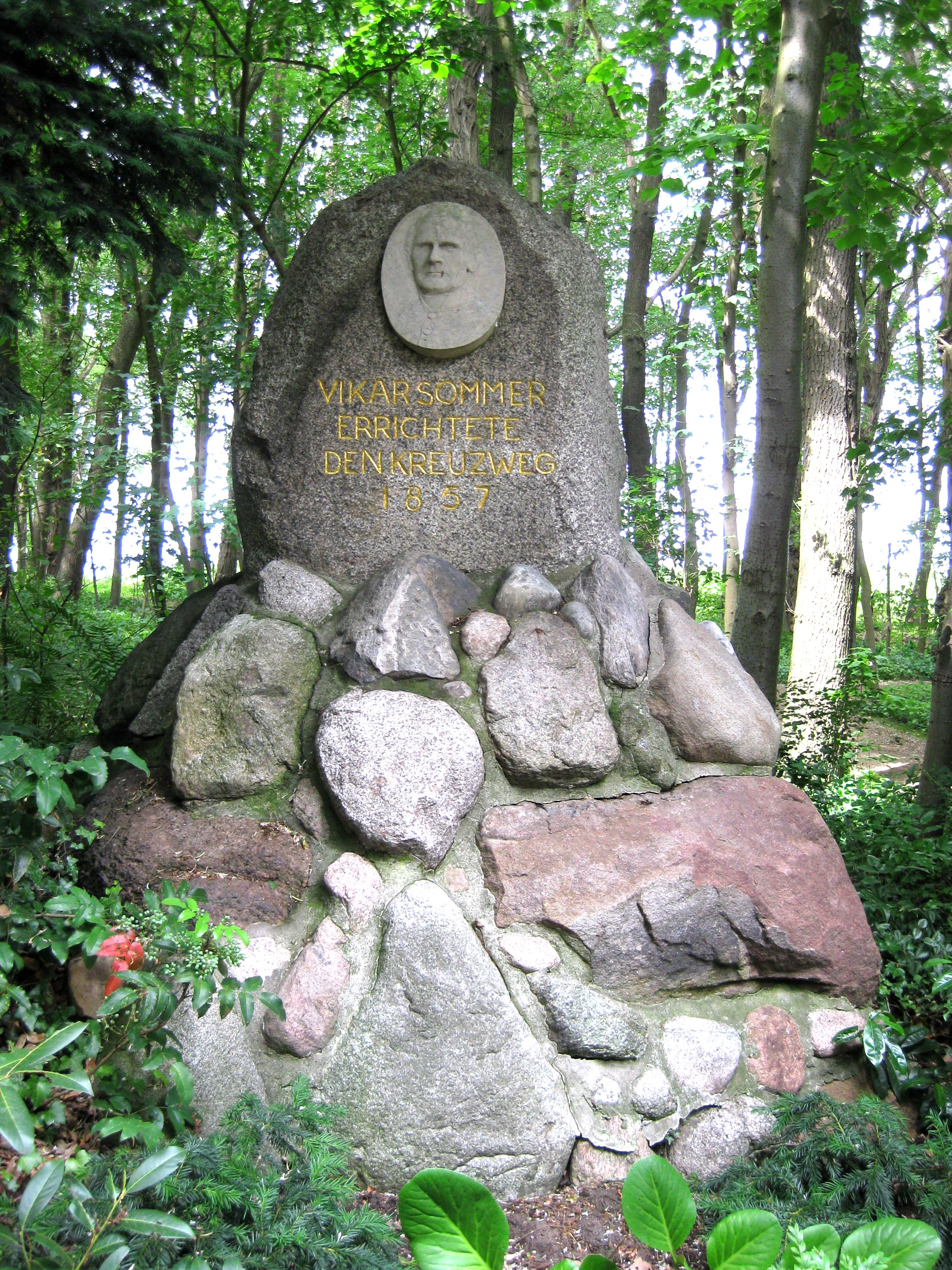
Gedenkstein für Matthias Sommer
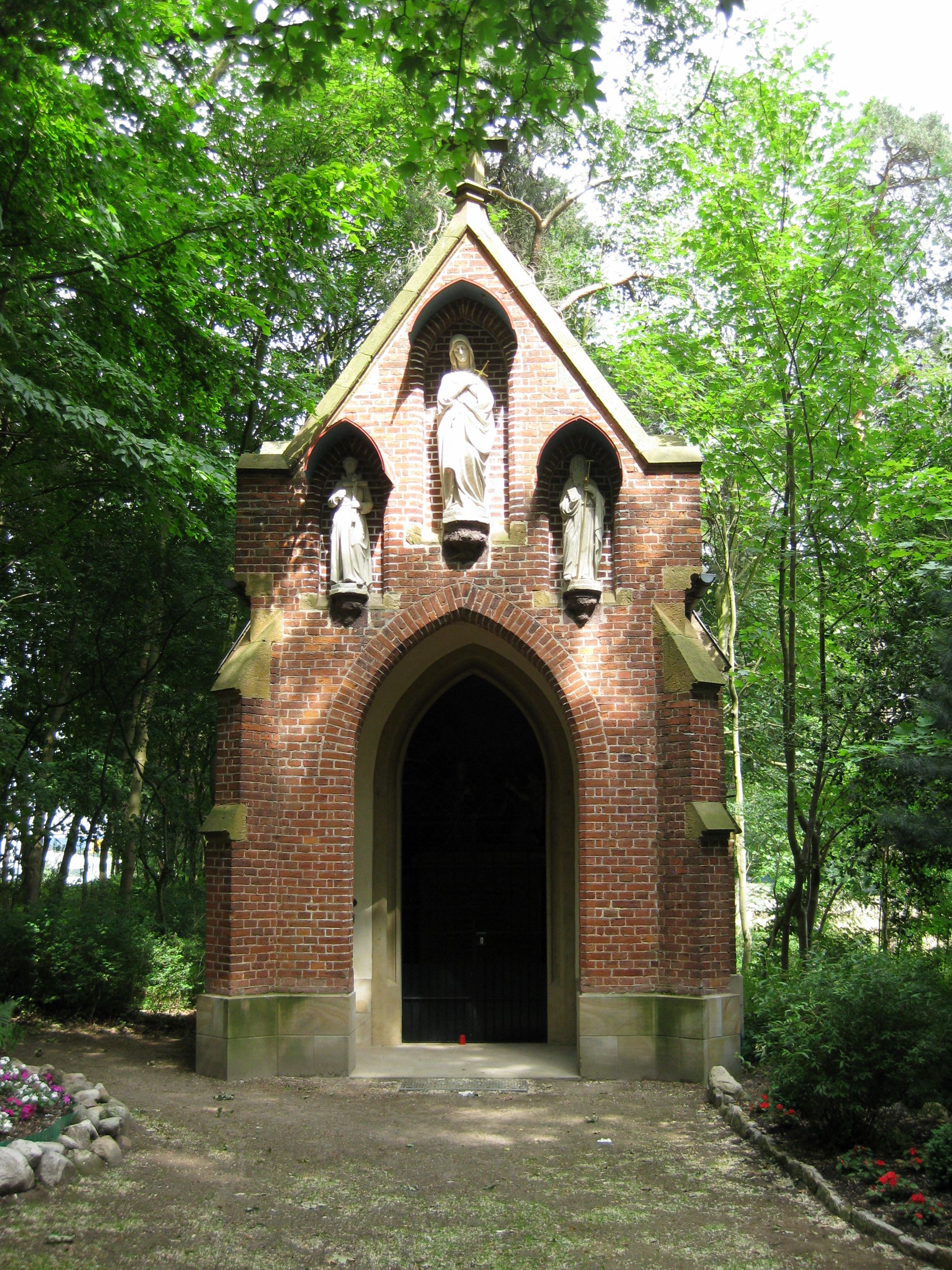
Die neogotische Kapelle
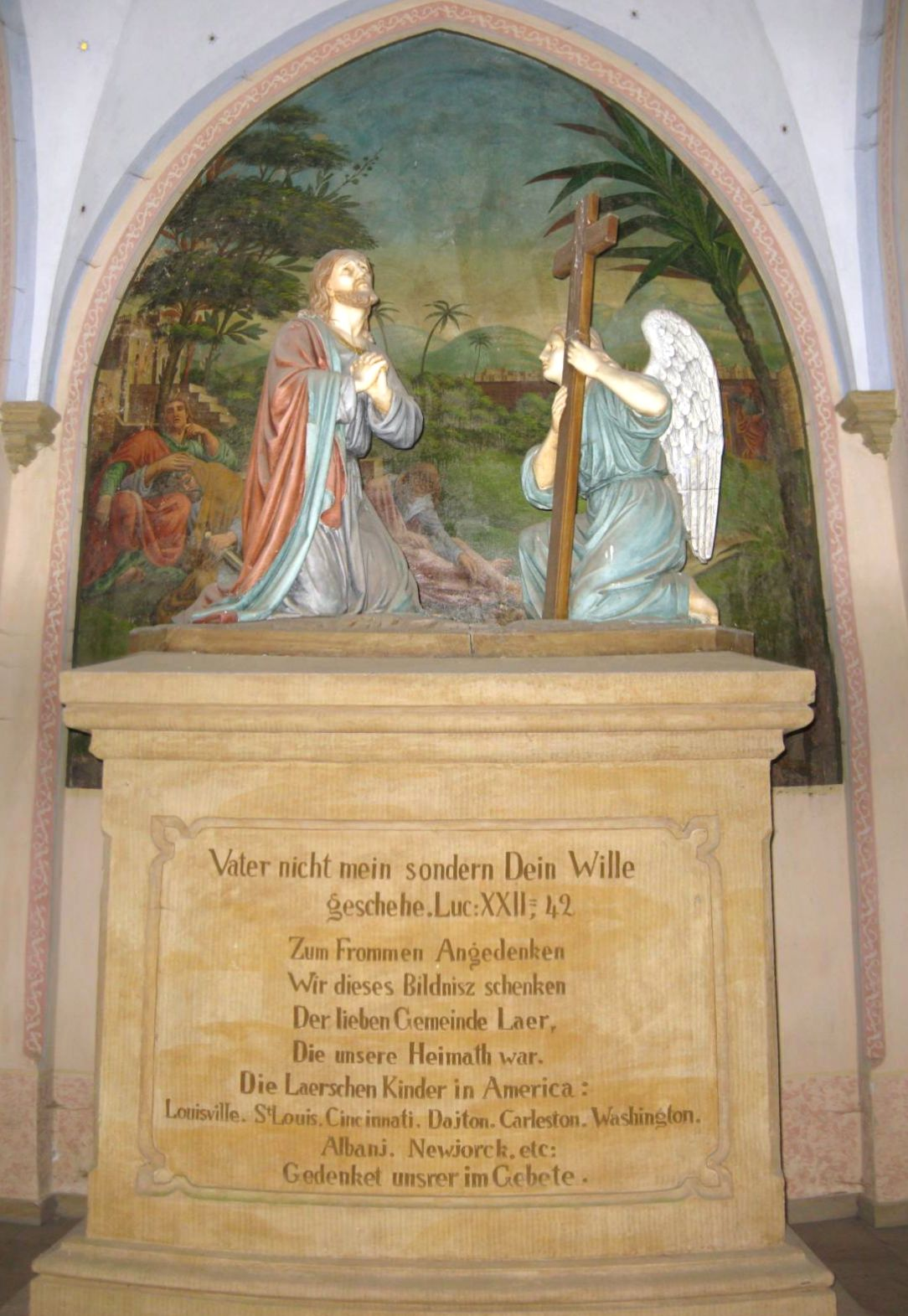
Die Ölberg-Gruppe in der Kapelle:
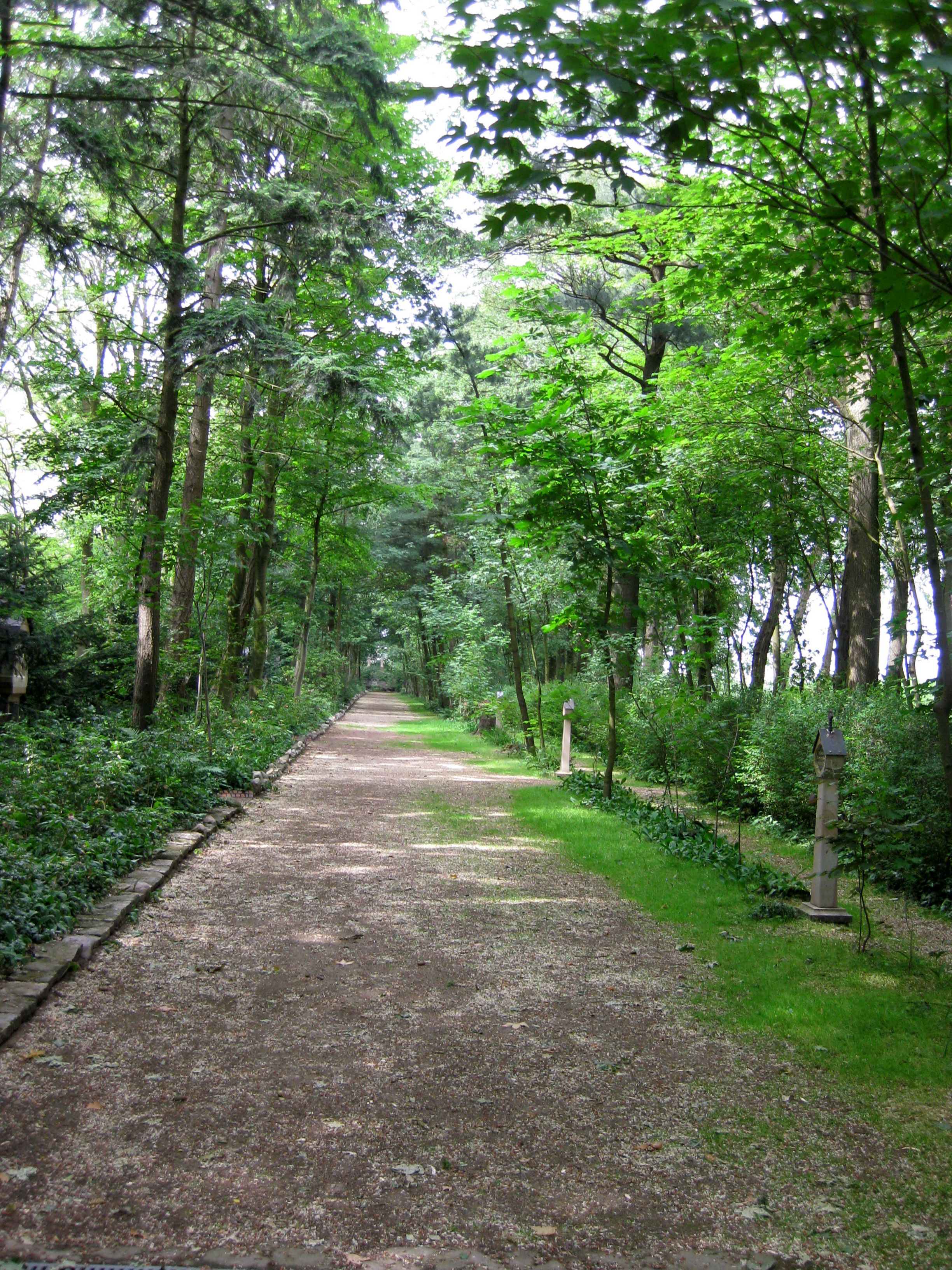
Der Weg rauf zum Kalvarienberg, links die Kreuzwegstationen, rechts die 14 Nothelfer
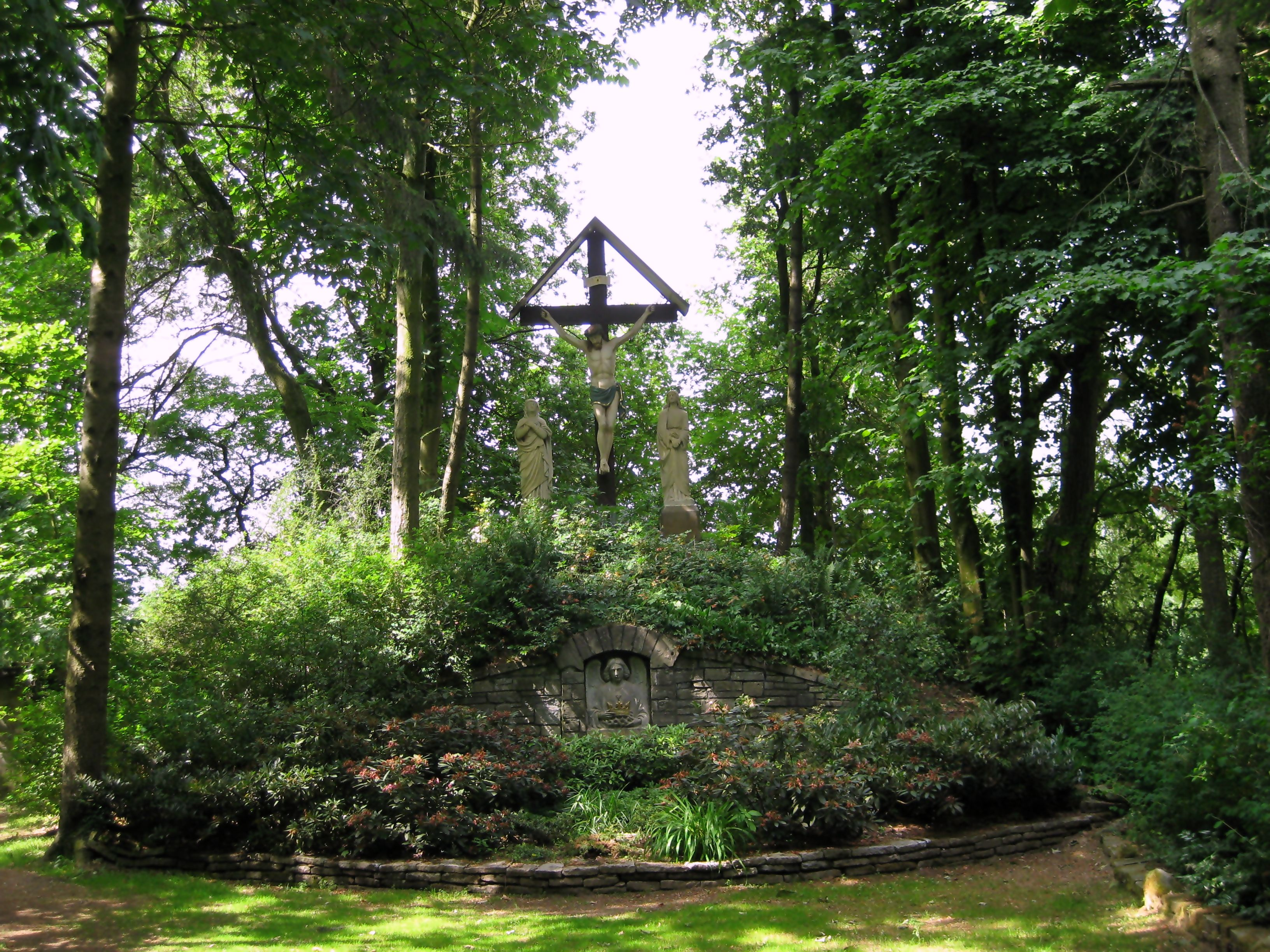
Golgotha-Gruppe

### Bildbeschreibung des Kreuzweges

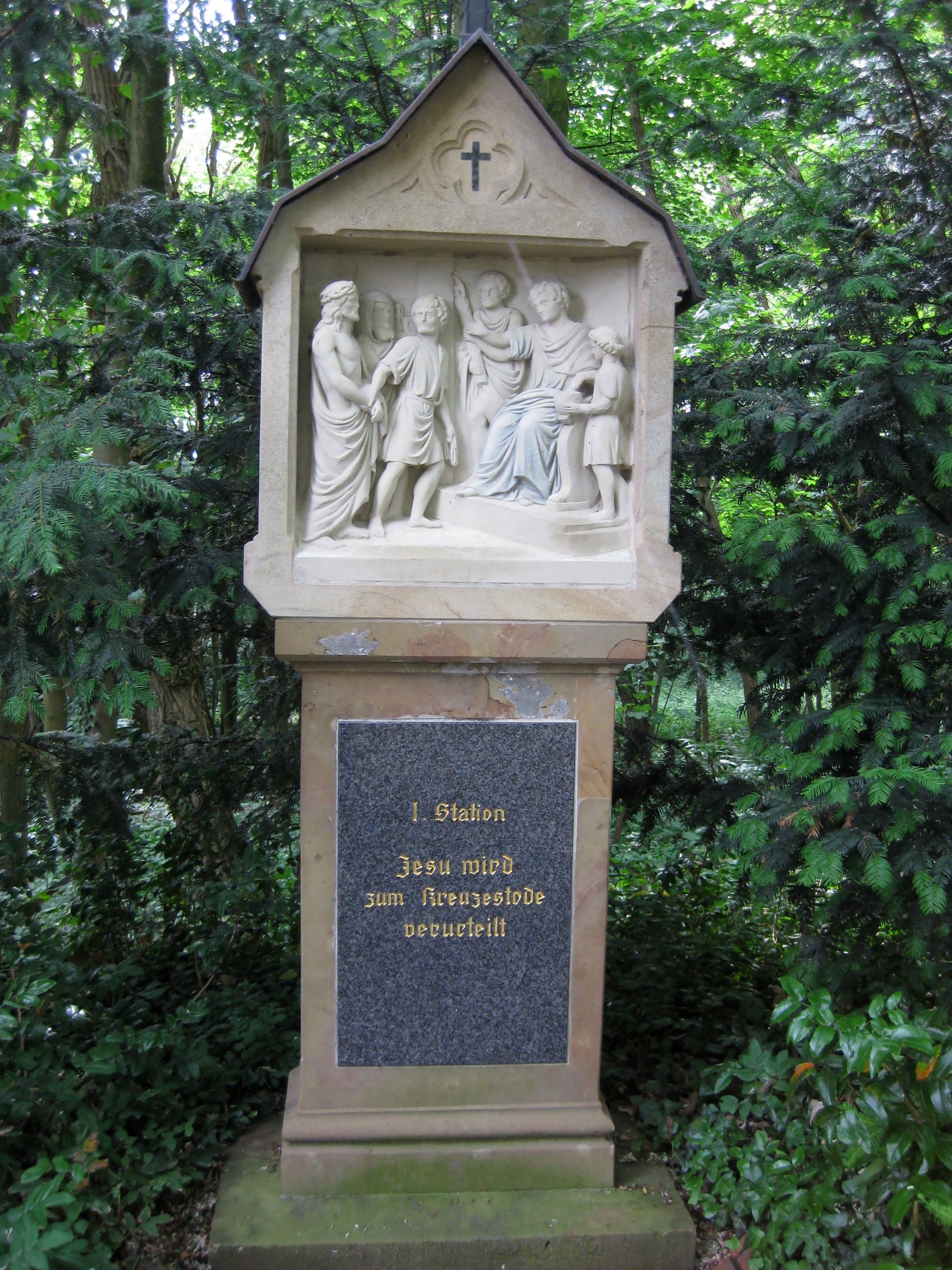
I. Station Jesus wird zum Kreuzestode verurteilt
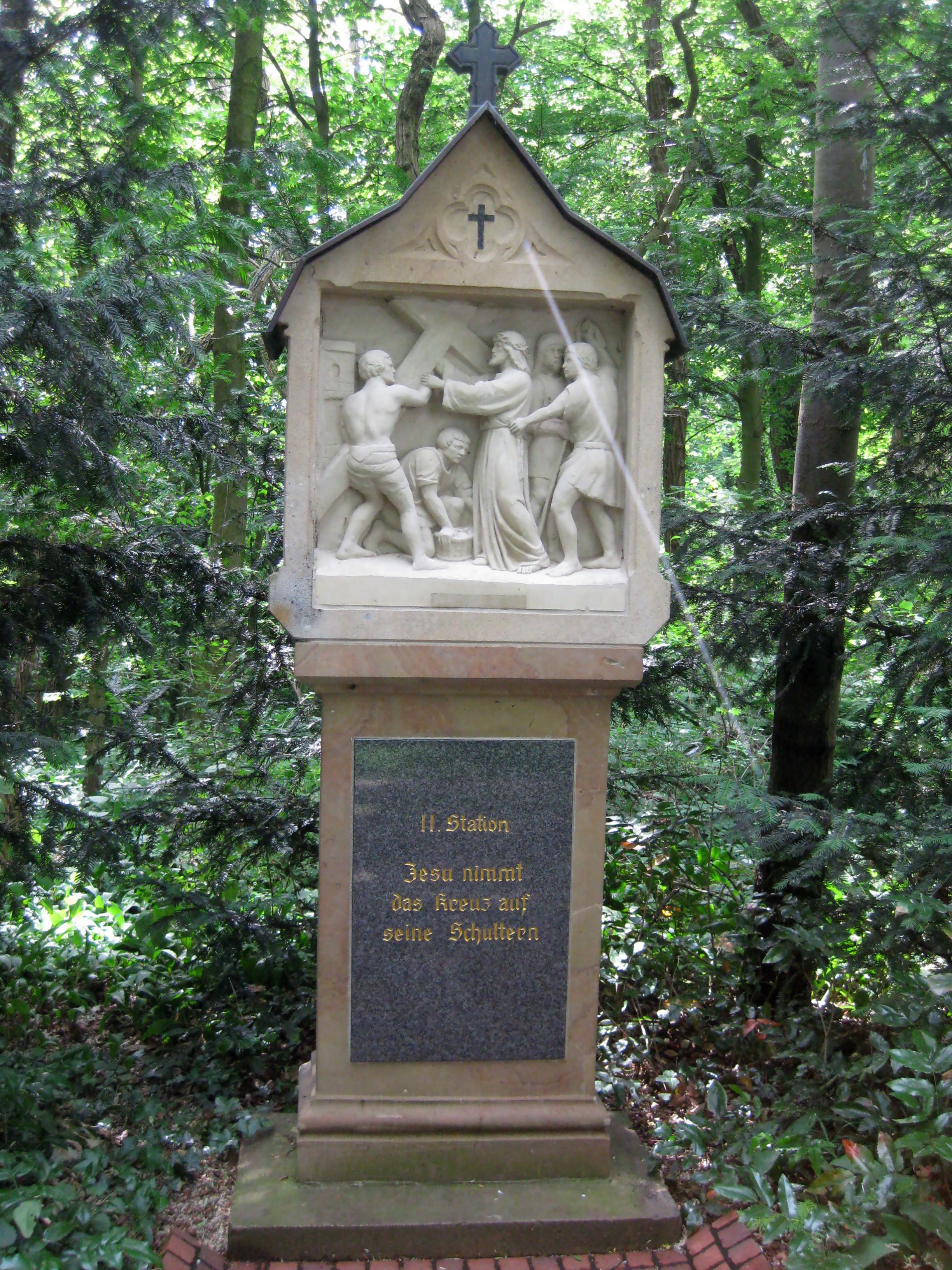
II. Station Jesus nimmt das Kreuz auf seine Schultern
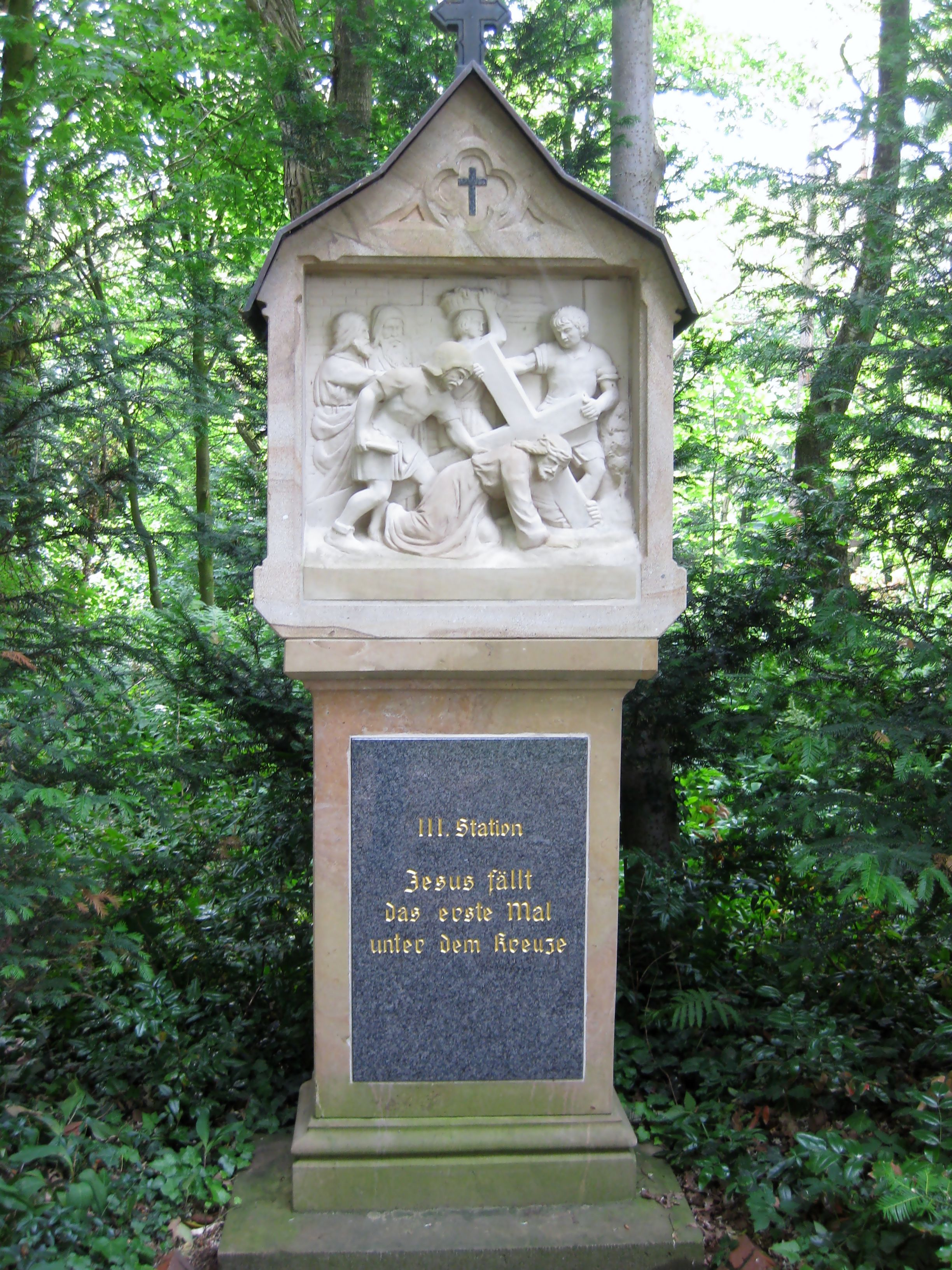
III. Station Jesus fällt das erste Mal unter dem Kreuz
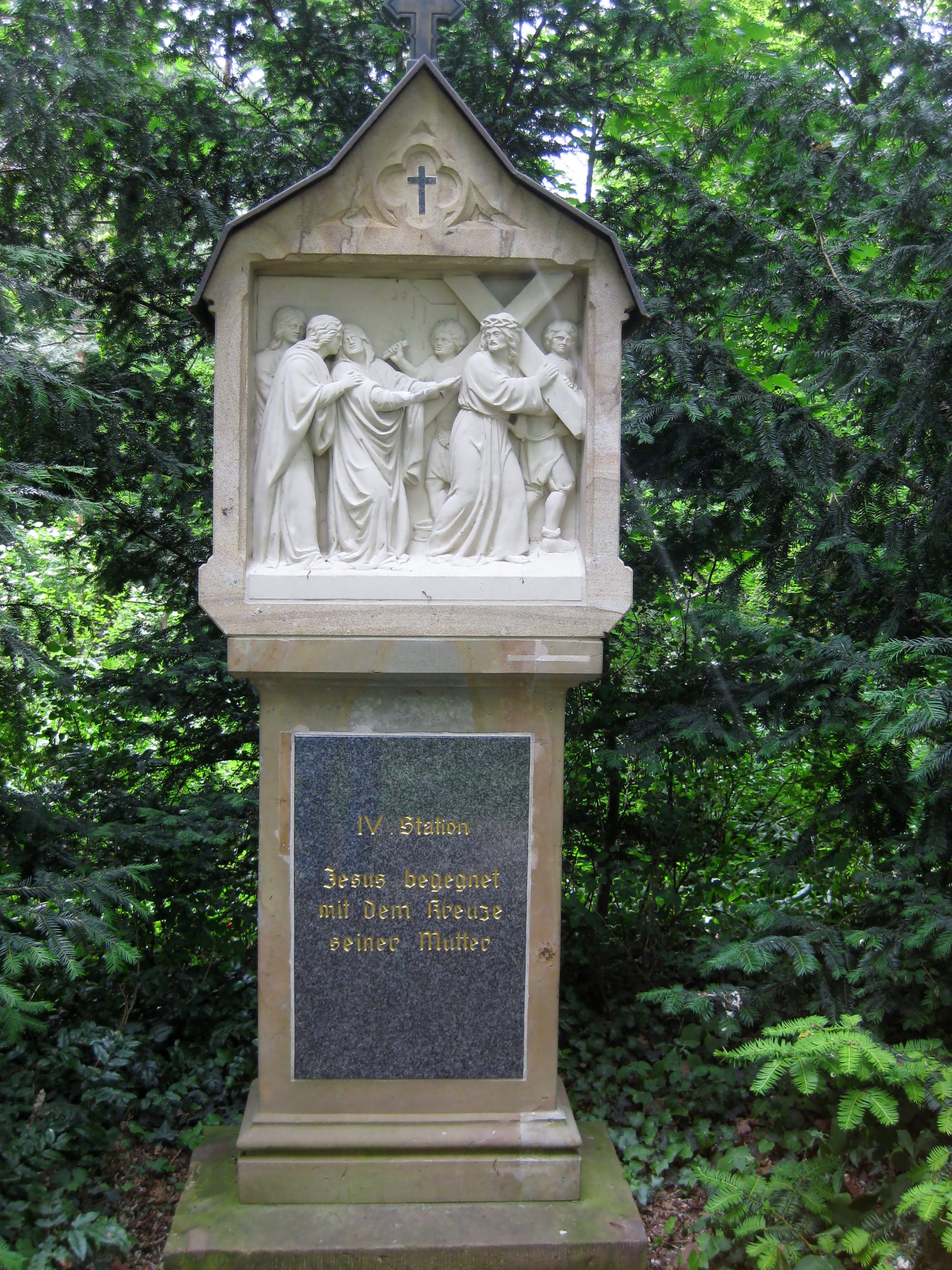
IV. Station Jesus begegnet mit dem Kreuze seiner Mutter
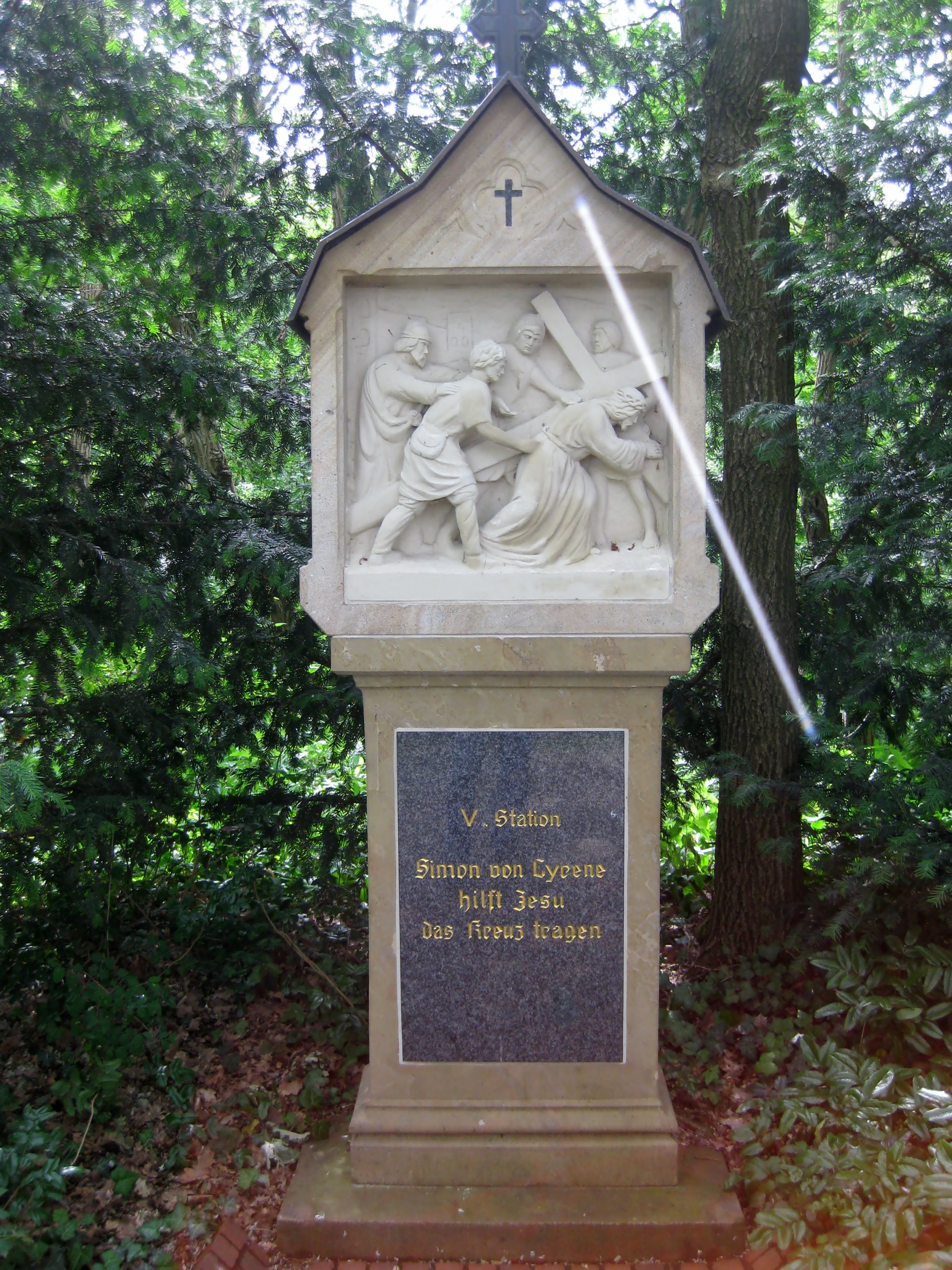
V. Station Simon von Cyrene hilft Jesus das Kreuz zu tragen
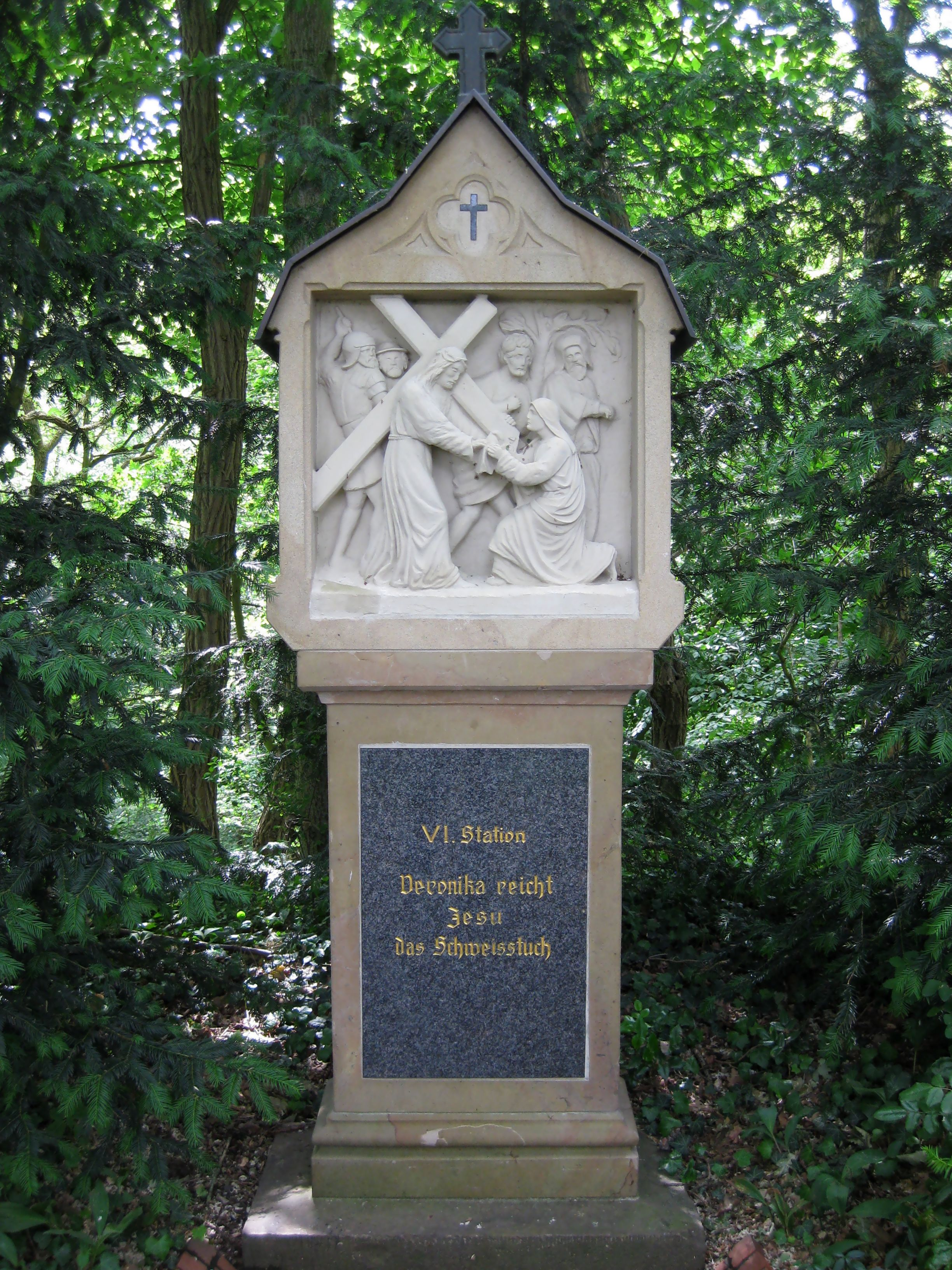
VI. Station Veronika reicht Jesus das Schweißtuch
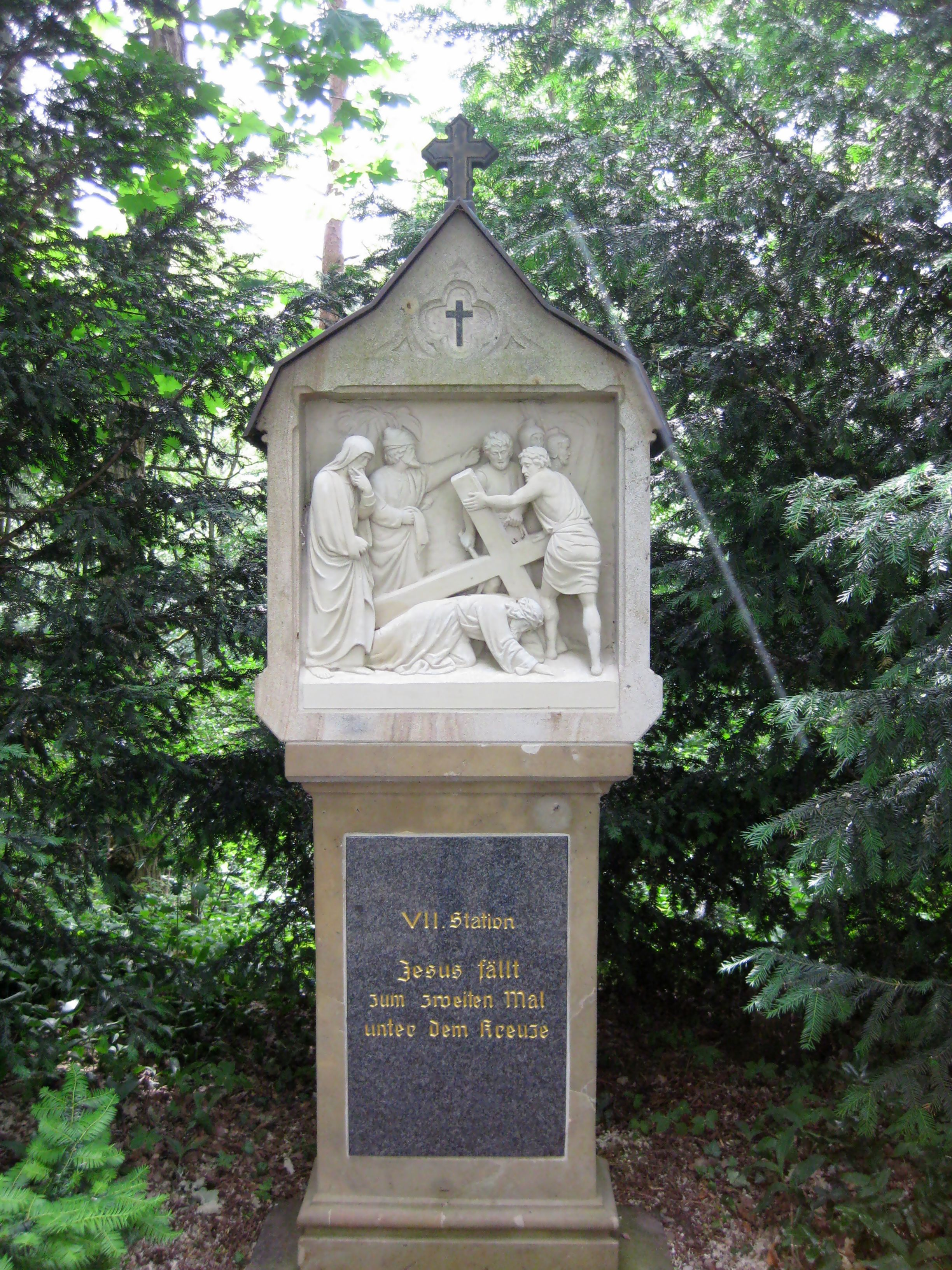
VII. Station Jesus fällt zum zweiten Mal über dem Kreuze
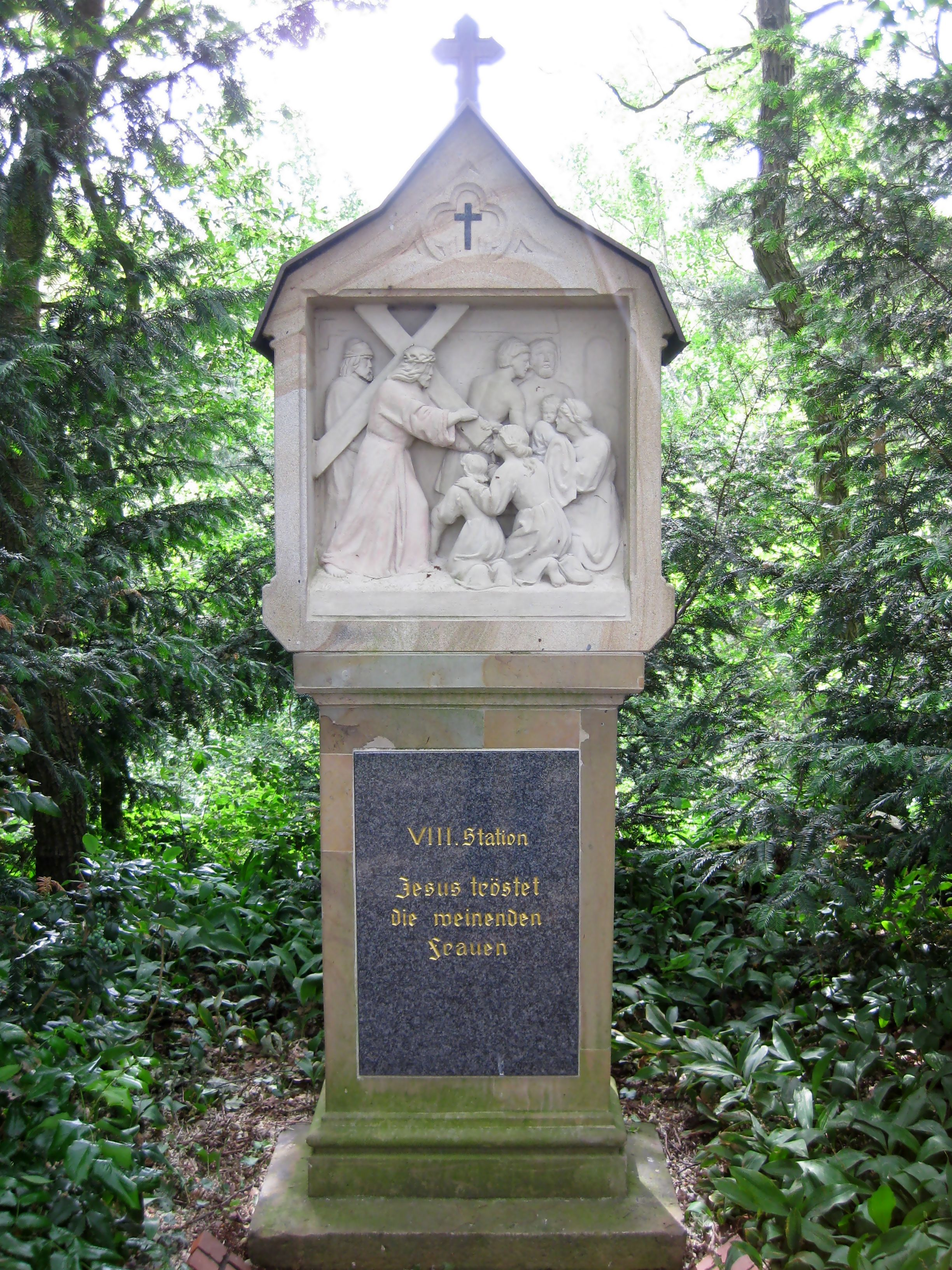
VIII. Station Jesus tröstet die weinenden Frauen
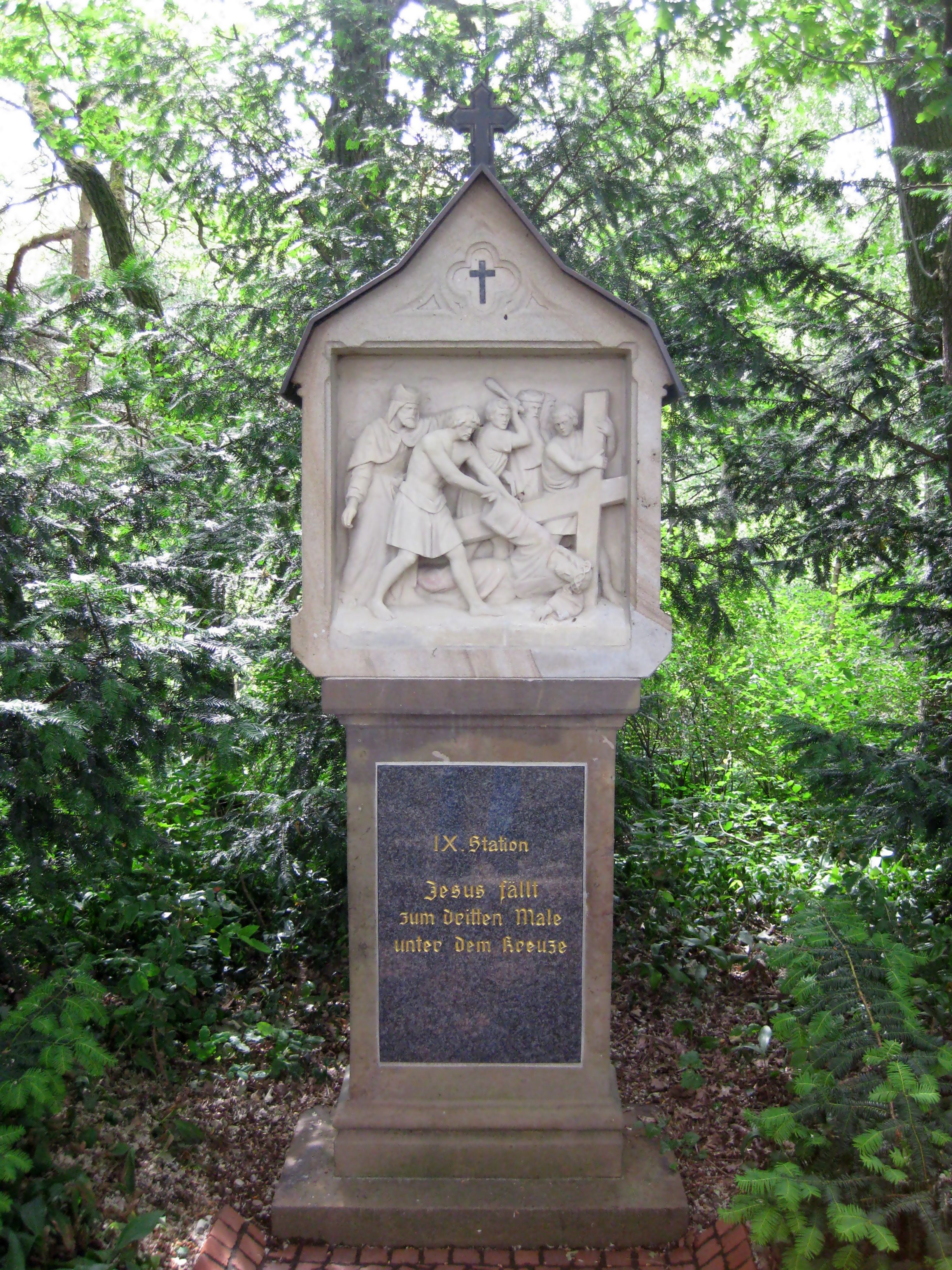
IX. Station Jesus fällt zum dritten Male unter dem Kreuze
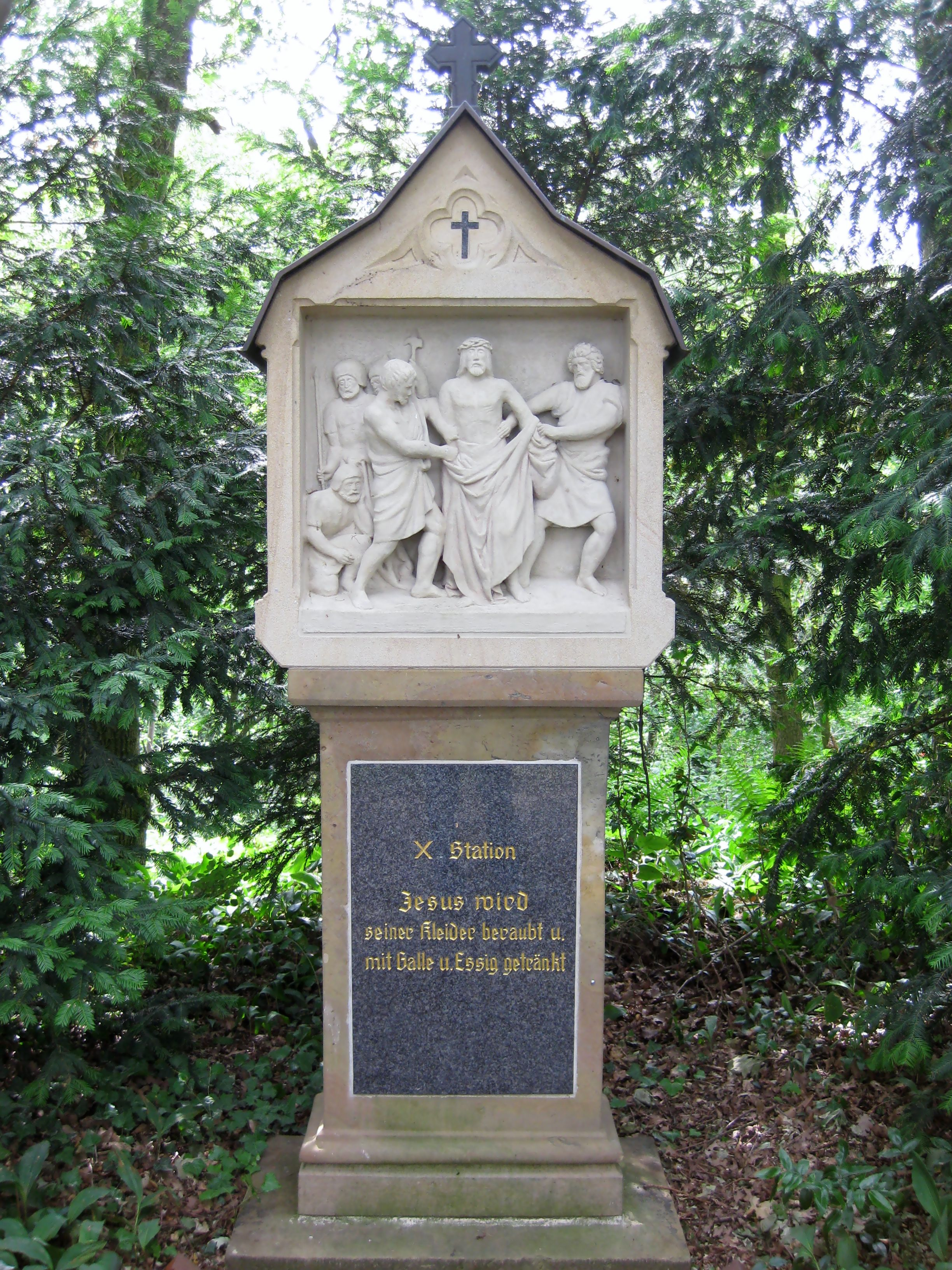
X. Station Jesus wird seiner Kleider beraubt u. Mit Galle und Essig getränkt
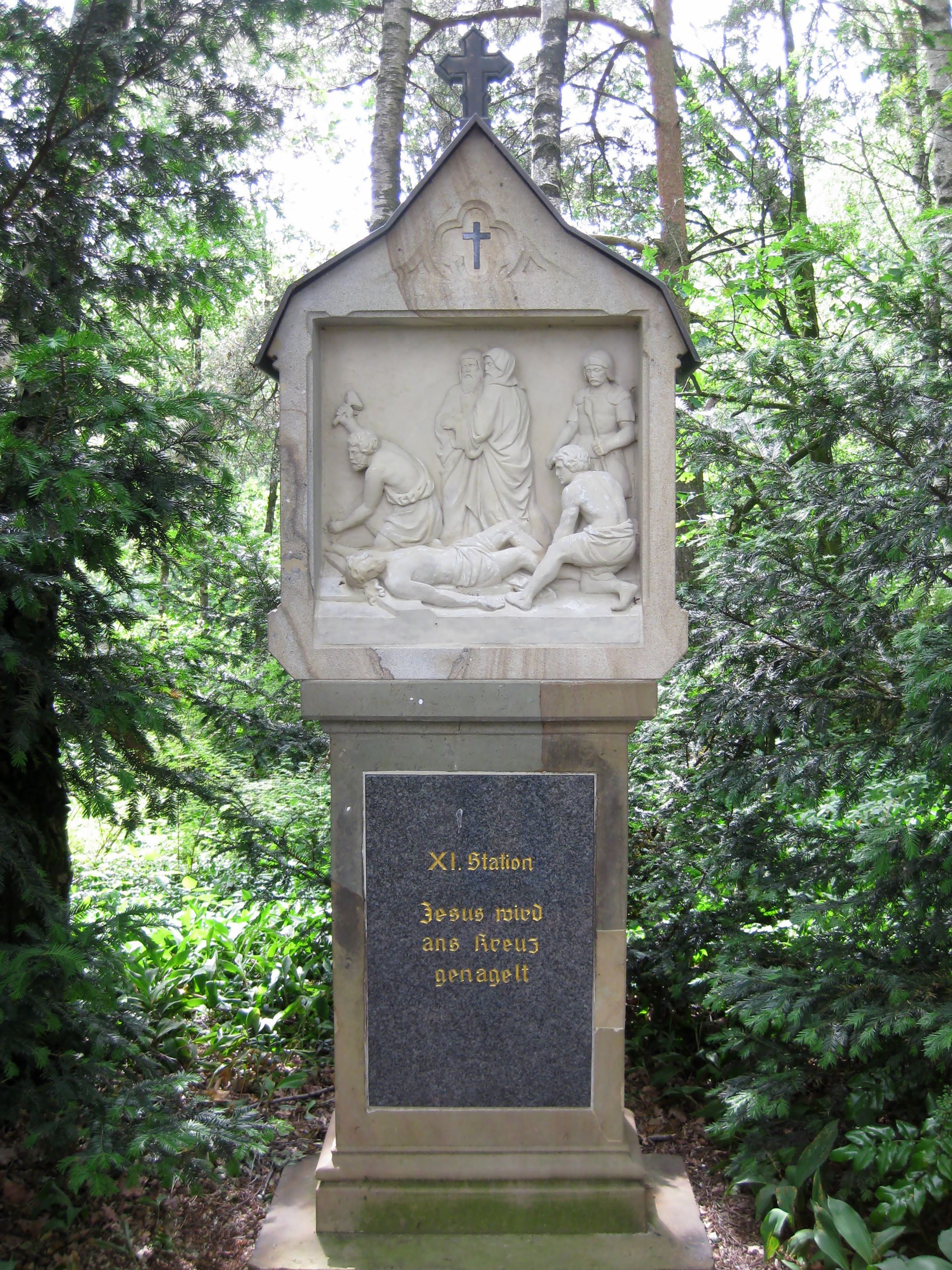
XI. Station Jesus wird ans Kreuz genagelt.
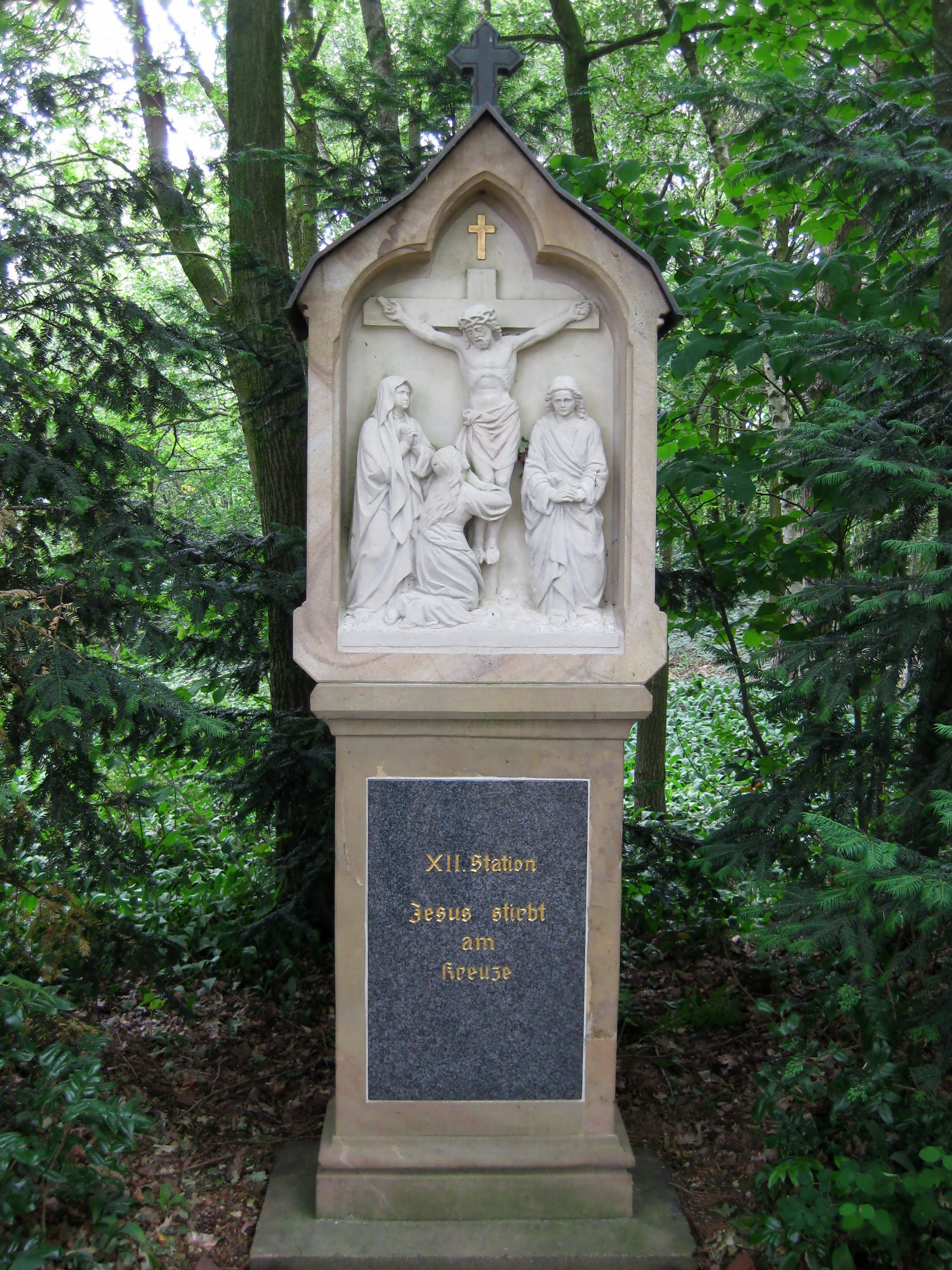
XII. Station Jesus stirbt am Kreuze
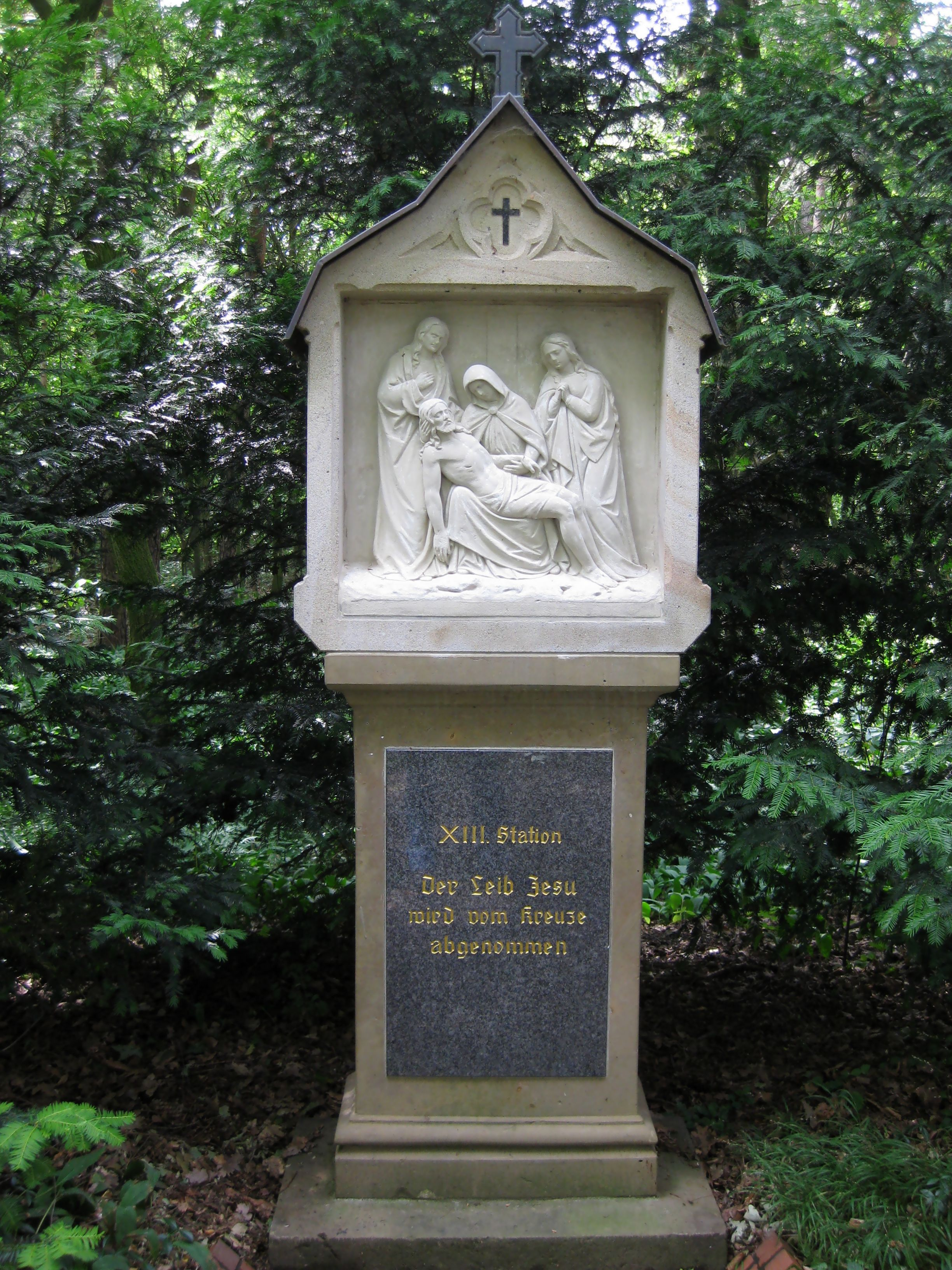
XIII. Station Der Leib Jesu wird vom Kreuze genommen
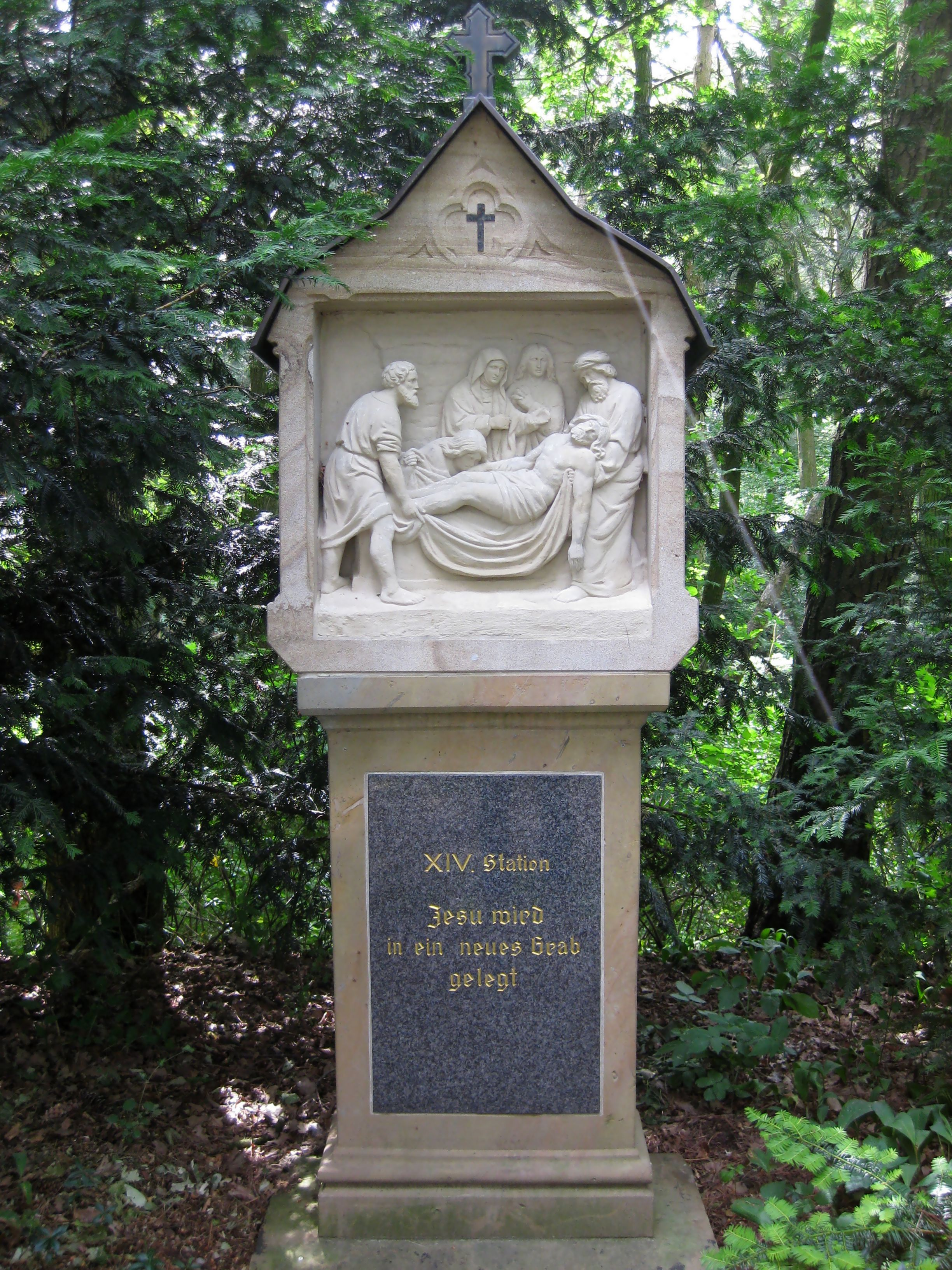
XIV. Station Jesus wird in ein neues Grab gelegt.